# نسیم رؤیا
نسیم رؤیا یک مجموعه تلویزیونی محصول سال ۱۳۸۱ به کارگردانی محسن عظیمی‌نیا و کاظم بلوچی، نویسندگی حسن مشکلاتی بر اساس طرحی از محسن عظیمی‌نیا و تهیه‌کنندگی محمدباقر فاضل می‌باشد که در رمضان ۱۳۸۱ از شبکه یک پخش شد. خواننده تیتراژ این سریال قاسم افشار می‌باشد.

## داستان
دربارهٔ اعضای خانواده ای است که با هم اختلاف‌های عمیقی دارند و در این میان، پدر خانواده (بهزاد فراهانی)، تلاش می‌کند تا از طریق ارثیه ای که به او رسیده، اعضای خانواده را دور هم جمع کند و میان آنها پیوند ایجاد کند.

## بازیگران و عوامل

### بازیگران
- ژاله صامتی
- آناهیتا همتی
- شراره رخام
- جلیل فرجاد
- امیرمحمد زند
- بهزاد فراهانی
- پرویز فلاحی‌پور
- حسن جوهرچی
- سیاوش طهمورث
- لوریک میناسیان
- محمود جعفری
- مهدی فقیه
- نیما رئیسی

### سایر عوامل
- طراح صحنه: محمد هادی قمیشی
- صدابردار: مجید میرزایی
- طراح گریم: مرتضی ضرابی
- مدیر تولید: مجید نادری